# 张博 (篮球运动员)
张博（1988年9月30日—），中国男子篮球运动员，原中国国家男子篮球队成员。曾效力于八一火箭篮球俱乐部，2010年入选了邓华德执教的国家队大名单，并随队参加广州亚运会并取得金牌。张博由于常年伤病等原因于2016年10月退役。